# Hazlo por mí
Hazlo por mí és una pel·lícula espanyola de 1997 dirigida per Ángel Fernández Santos. El llargmetratge és protagonitzat per Cayetana Guillén Cuervo, Carlos Hipólito, Nancho Novo, Eulàlia Ramón, Txema Blasco, Concha Leza i José Velázquez.

## Argument
La pel·lícula mostra com la protagonista, Isabel, utilitza la seducció, l'erotisme, la mentida i la venjança per a aconseguir el que vol.

## Repartiment
- Isabel- Cayetana Guillén Cuervo
- Andrés- Carlos Hipólito
- Reina- Nancho Novo
- Nuria- Eulàlia Ramón
- Antonio Robles- Txema Blasco
- Lola Robles- Concha Leza
- David- José Velázquez

## Premis
- Primer premi a la millor interpretació femenina per a Cayetana Guillén Cuervo en la XVIII edició de la Mostra de València.[5]
- Premi millor director revelació per a Ángel Fernández Santos en la 27a Setmana Internacional de Cinema Naval i de la Mar (Cartagena, Espanya).